# Evgenij Gidič
Evgenij Viktorovič Gidič (trasl. angl.: Yevgeniy Viktorovich Gidich, in kazako Евгений Викторович Гидич?; Kökşetaw, 19 maggio 1996) è un ciclista su strada kazako che corre per la China Glory-Mentech Continental Cycling Team; è professionista dal 2018.

## Palmarès

### Strada
- 2016 (Vino 4ever, quattro vittorie)

6ª tappa Tour of Iran (Azarbaijan) (Tabriz > Tabriz)
3ª tappa Tour of Qinghai Lake (Duoba > Guide)
5ª tappa Tour of Qinghai Lake (Lago Qinghai > Gangca)
1ª tappa Tour de Bulgarie (Sofia > Plovdiv)
- 2017 (Vino 4ever, vittorie)

1ª tappa Tour of Thailand (Bangkok > Chainat)
Classifica generale Tour of Thailand
13ª tappa Tour of Qinghai Lake (Zhongwei > Zhongwei)
- 2019 (Astana Pro Team, una vittoria)

Campionati asiatici, Prova in linea
3ª tappa CRO Race (Okrug > Makarska)
- 2022 (Astana Qazaqstan Team, una vittoria)

Campionati kazaki, Prova in linea Elite
- 2023 (Astana Qazaqstan Team, una vittoria)

3ª tappa Tour of Van (Malazgirt > Erciş)
4ª tappa Tour of Van (Erciş > Van)

#### Altri successi
- 2016 (Vino 4ever)

Classifica giovani Tour de Filipinas
Classifica giovani Tour de Korea
- 2018 (Astana Pro Team)

Classifica giovani Tour of Croatia
- 2019 (Astana Pro Team)

Campionati asiatici, Cronosquadre
- 2022 (Astana Pro Team)

Campionati asiatici, Cronosquadre
- 2023 (Astana Qazaqstan Team)

Classifica a punti Tour of Van

## Piazzamenti

### Classiche monumento
- Milano-Sanremo

2019: 88º
2022: 94º
- Giro delle Fiandre

2019: ritirato
2020: 89º
2021: ritirato
2023: ritirato
2024: ritirato
- Parigi-Roubaix

2021: ritirato
2024: ritirato

### Competizioni mondiali
- Campionati del mondo

Toscana 2013 - In linea Junior: 65º
Richmond 2015 - Cronosquadre: 23º
Richmond 2015 - In linea Under-23: 62º
Doha 2016 - Cronosquadre: 16º
Doha 2016 - In linea Under-23: 25º
Bergen 2017 - In linea Under-23: 66º
Innsbruck 2018 - In linea Under-23: 79º
Yorkshire 2019 - In linea Elite: ritirato
Fiandre 2021 - In linea Elite: ritirato

### Competizioni asiatici
- Campionati asiatici

Astana 2014 - In linea Juniors: 2º
Bahrain 2017 - In linea Under-23: 2º
Gazalkent 2019 - In linea Elite: vincitore
Gazalkent 2019 - Cronometro a squadre: vincitore
Dushanbe 2022 - In linea Elite: 10°
Dushanbe 2022 - Cronometro a squadre: vincitore
Rayong 2023 - In linea Elite: 2°
- Giochi asiatici

Giacarta 2018 - In linea: 40º